# يفهين يفريموف
يفهين يفريموف (بالأوكرانية: Євген Єфремов)‏ هو لاعب كرة قدم أوكراني في مركز الدفاع، ولد في 17 يناير 1994 في دونيتسك في أوكرانيا. شارك مع منتخب أوكرانيا تحت 16 سنة لكرة القدم ومنتخب أوكرانيا تحت 17 سنة لكرة القدم. أما مع النوادي، فقد لعب مع شاختار دونيتسك ونادي إيليتشيفيتس ماريوبول.

## وصلات خارجية
- يفهين يفريموف على موقع اتحاد أوكرانيا (الإنجليزية)
- يفهين يفريموف على موقع قاعدة بيانات كرة القدم.إي يو (الإنجليزية)
- يفهين يفريموف على موقع Soccerway.com (الإنجليزية)